# Deník učitelky
Deník učitelky (v anglickém originále Diary Queen) je 12. díl 32. řady (celkem 696.) amerického animovaného seriálu Simpsonovi. Scénář napsal Jeff Westbrook a díl režíroval Matthew Nastuk. V USA měl premiéru dne 21. února 2021 na stanici Fox Broadcasting Company a v Česku byl poprvé vysílán 12. dubna 2021 na stanici Prima Cool.

## Děj
Při garážovém výprodeji u Neda Flanderse ho rozzlobí, když si zákazníci neváží zakoupených věcí. Bart a Milhouse si zakoupí několik knih, aby s nimi provedli kaskadérský kousek. Mezi knížkami chlapci objeví starý deník paní Edny Krabappelové, následně uniknou Tlustému Tonymu. Navzdory Milhouseovým opakovaným naléháním s obavou o narušení soukromí Edny míří Bart do svého domku na stromě a začne číst deník.
Během čtení Bart objeví stránku, kde Krabappelová napsala, že podle ní má její „ježatý kamarád“ potenciál do budoucnosti. Toto vědomí Barta podpoří – začne se ve škole snažit a pomáhat ostatním. V písemném kvízu dostane jedničku, což doma oslaví s rodinnou dortem. Marge s Lízou si myslí, že podváděl a snaží se najít důkazy. S pomocí Maggie Líza najde deník schovaný v domku na střeše a zjistí, že paní Krabappelová ve skutečnosti psala o svém kocourovi. Líza to zpočátku před Bartem tají a kvůli tomu jí na ruce vyraší ekzém. Když se Bart rozhodne zúčastnit se soutěže v hláskování, Líza se ho nejdřív „jemně“ pokusí přesvědčit, aby se neúčastnil, ale když Bart nedokáže vyhláskovat ani první slovo (intermezzo), odhalí mu pravdu o Edniných zápiscích. Bart je smutný a vrací se do domku na stromě, aby mohl být o samotě.
Později v domku na stromě Ned prozradí Bartovi, že jeho rodina uvažovala o odchodu ze Springfieldu, ale zastavila je Edna. Ta věřila, že musí zůstat ve Springfieldu, protože ji děti jako Bart potřebují. Bart si uvědomuje, že Edna ho měla ráda (čímž mu zvedne náladu) a deník vratí zpět Nedovi. Ačkoliv Ned tvrdí, že si jej nebude číst, nemůže si pomoct. Přečte si úryvek a rozpláče se, když Edna píše, jak jí Ned udělal ze života splněný sen.
Epizoda končí vzpomínkou na paní Krabappelovou, která shrnuje její účinkování napříč řadami seriálu.

## Produkce

### Vydání
Roku 2021 vydala stanice Fox Broadcasting Company deset propagačních obrázků k dílu. Premiéra dílu byla původně plánována na 10. ledna 2021, ale kvůli NFL byla odložena na 14. února. Tento díl (ale i ostatní pořady Foxu téhož dne v hlavním vysílacím čase) byly odloženy na 21. února kvůli dešti před 2021 Daytona 500. Dne 14. února byla epizoda vydána na Amazonu a iTunes, ale později byla smazána.

### Původní znění
V původním znění byly použity dialogy hostující herečky Marcii Wallaceové, která zemřela již roku 2013 a dabovala Ednu Krabappelovou, prostřednictvím archivních nahrávek. Joe Mantegna jako host účinkoval v roli Tlustýho Tonyho. Toto je také poslední epizoda, ve které bílý herec Harry Shearer daboval postavu černocha doktora Dlahy. Od následující epizody Bart v balíku je dabován Afroameričanem Kevinem Michaelem Richardsonem. Také postava gay fotografa Julia se dočkala přeobsazení na Maria Joseho; od 14. řady (kdy se Julio objevil poprvé) jej daboval Hank Azaria.

### České znění
Režisérem českého znění byl Zdeněk Štěpán, díl přeložil Vojtěch Kostiha a úpravkyní dialogů Ladislava Štěpánová. Hlavní role nadabovali Vlastimil Zavřel, Martin Dejdar, Jiří Lábus a Ivana Korolová. České znění vyrobila společnost FTV Prima v roce 2021.

## Přijetí

### Sledovanost
Ve Spojených státech díl v premiéře sledovalo 1,43 milionu diváků. Rating ve věkové skupině 18–49 let dosáhl při premiérovém vysílání hodnoty 0,5.

### Kritika
Tony Sokol, kritik Den of Geek, napsal: „Jedná se o jiný druh zápletky Simpsonových, než je obvyklé. Bartovo poslední varování pro Marge: ‚Jestli se mě budeš pokoušet uchlácholit, tak mě ztratíš,‘ je nádherné popíchnutí, ale konečný zvrat je jako dávka melasy. Díl měl mít původně premiéru na Valentýna a je sladkým posláním,“ a ohodnotil jej 4 hvězdičkami z 5.